# Dipterocarpoideae
Dipterocarpoideae es una subfamilia de plantas con flores con tres géneros perteneciente a la familia Dipterocarpaceae.

Es la más grande de las subfamilias, contiene 13 géneros y  470-650 especies. Se distribuye por Seychelles, Sri Lanka, India, sudeste de Asia a Nueva Guinea, pero la mayoría de las especies se encuentran en la Malasia húmeda. La Dipterocarpoideae puede ser dividida en dos grupos (Ashton, 1982; and Maury-Lechon and Curtet, 1998):
- - Valvate-Dipterocarpi  (Anisoptera, Cotylelobium, Dipterocarpus, Stemonoporus, Upuna, Vateria, Vateriopsis, Vatica).
  - Imbricate-Shoreae (Balanocarpus, Hopea, Parashorea, Shorea).